# Chains
«Chains» (с англ. — «Цепи») — песня, написанная американскими авторами Джерри Гоффином и Кэрол Кинг. Песня стала известным хитом в исполнении американской группы «The Cookies» (заняла 17-ю позицию в хит-параде U.S. Pop). Позже группа «Битлз» записала кавер-версию этой песни (их версия вошла в альбом «Please Please Me»).

## Версия «Битлз»
Песня «Chains» довольно быстро стала популярной среди музыкальных групп Ливерпуля и была включена также и в репертуар «Битлз».
Группа записала свою версию 11 февраля 1963 года во время марафонской сессии, в течение которой была записана бо́льшая часть материала для первого альбома «Please Please Me» (было записано четыре дубля, но первый был сочтён наиболее удачным). В песне (наряду с «Do You Want to Know a Secret?» из того же альбома) основную вокальную партию исполняет Джордж Харрисон. Во вступлении к песне звучит характерная для ранних песен «Битлз» губная гармоника.
Группа исполняла эту песню вживую на нескольких радиошоу для BBC (Side by Side, Here We Go и Pop Go the Beatles). Музыкальный критик Иэн Макдональд негативно отнёсся к версии «Битлз», отметив, что она звучит несколько фальшиво и ей недостаёт естественности.
В записи участвовали:
- Джордж Харрисон — вокал, соло-гитара
- Джон Леннон — бэк-вокал, ритм-гитара, губная гармоника
- Пол Маккартни — бэк-вокал, бас-гитара
- Ринго Старр — ударные

1 ноября 1963 песня была выпущена в составе мини-альбома The Beatles (No. 1).